# Asarina
Asarina là một chi thực vật có hoa trong họ Plantaginaceae, trước đây được xếp trong họ Scrophulariaceae.
Asarina hiện tại được coi là chi thuần túy của Cựu thế giới.
Asarina cùng Cymbalaria, Epixiphium, Maurandella, Holmgrenanthe, Rhodochiton, Mabrya, Lophospermum và Maurandya tạo thành nhánh / dòng dõi Cymbalaria hay nhóm Maurandya.
Loài duy nhất được công nhận hiện nay là bản địa miền nam châu Âu; có tại Áo, Tây Ban Nha và Pháp; nhưng đã du nhập tới Đức, Hungary và Thụy Sĩ.

## Các loài
Danh sách loài lấy theo Plants of the World Online và The Plant List.
- Asarina procumbens L., 1753: Bản địa Áo, Pháp, Tây Ban Nha. Du nhập vào Đức, Hungary và Thụy Sĩ.

Danh pháp Asarina erecta Mill., 1768 hiện tại chưa dung giải được.

## Chuyển đi
Các loài tại Bắc Mỹ trước đây xếp trong chi Asarina thì hiện nay được xếp trong các chi như Holmgrenanthe, Lophospermum, Mabrya, Maurandya cùng trong nhánh / dòng dõi Cymbalaria / Maurandyinae, cũng như trong Neogaerrhinum thuộc nhánh / dòng dõi Antirrhinum / Mohaveinae. 
- Holmgrenanthe
  - Asarina petrophila (Coville & C.V. Morton) Pennell, 1947 = Holmgrenanthe petrophila (Coville & C.V.Morton) Elisens, 1985[9]
- Lophospermum
  - Asarina erubescens (D.Don ex Sweet) Pennell, 1947 = Lophospermum erubescens D.Don, 1830
  - Asarina lophospermum (L.H.Bailey) Pennell, 1947 = Lophospermum scandens D.Don, 1827
  - Asarina purpusii (Brandegee) Pennell = Lophospermum purpusii (Brandegee) Rothm., 1943
- Mabrya
  - Asarina acerifolia (Pennell) Pennell, 1947 = Mabrya acerifolia (Pennell) Elisens, 1985
  - Asarina flaviflora (I.M.Johnst.) Pennell, 1947 = Mabrya flaviflora (I.M.Johnst.) D.A.Sutton, 1988[10]
  - Asarina geniculata (B.L.Rob. & Fernald) Pennell, 1947 = Mabrya geniculata (B.L.Rob. & Fernald) Elisens, 1985
  - Asarina hirsuta Pennell, 1947 = Mabrya erecta (Hemsley) Elisens, 1985
  - Asarina rosei (Munz) Pennell, 1947 = Mabrya rosei (Munz) Elisens, 1985
- Maurandya
  - Asarina antirrhiniflora (Humb. & Bonpl. ex Willd.) Pennell, 1947 = Maurandya antirrhiniflora Humb. & Bonpl. ex Willd., 1806
  - Asarina barclaiana (Lindl.) Pennell, 1947 = A. barclayana (Lindl.) Pennell, 1947 = Maurandya barclayana Lindl., 1827
  - Asarina scandens (Cav.) Pennell, 1947 = Maurandya scandens (Cav.) Pers., 1806
  - Asarina wislizeni (Engelm. ex A.Gray) Pennell, 1947 = Maurandya wislizeni Engelm. ex A.Gray, 1858
- Neogaerrhinum
  - Asarina filipes (A.Gray) Pennell, 1947 = Neogaerrhinum filipes (A.Gray) Rothm., 1943[11]
  - Asarina stricta (Hook. & Arn.) Pennell, 1947 = Neogaerrhinum strictum (Hook. & Arn.) Rothm., 1943[12]